# 夏尔-弗朗索瓦·多比尼

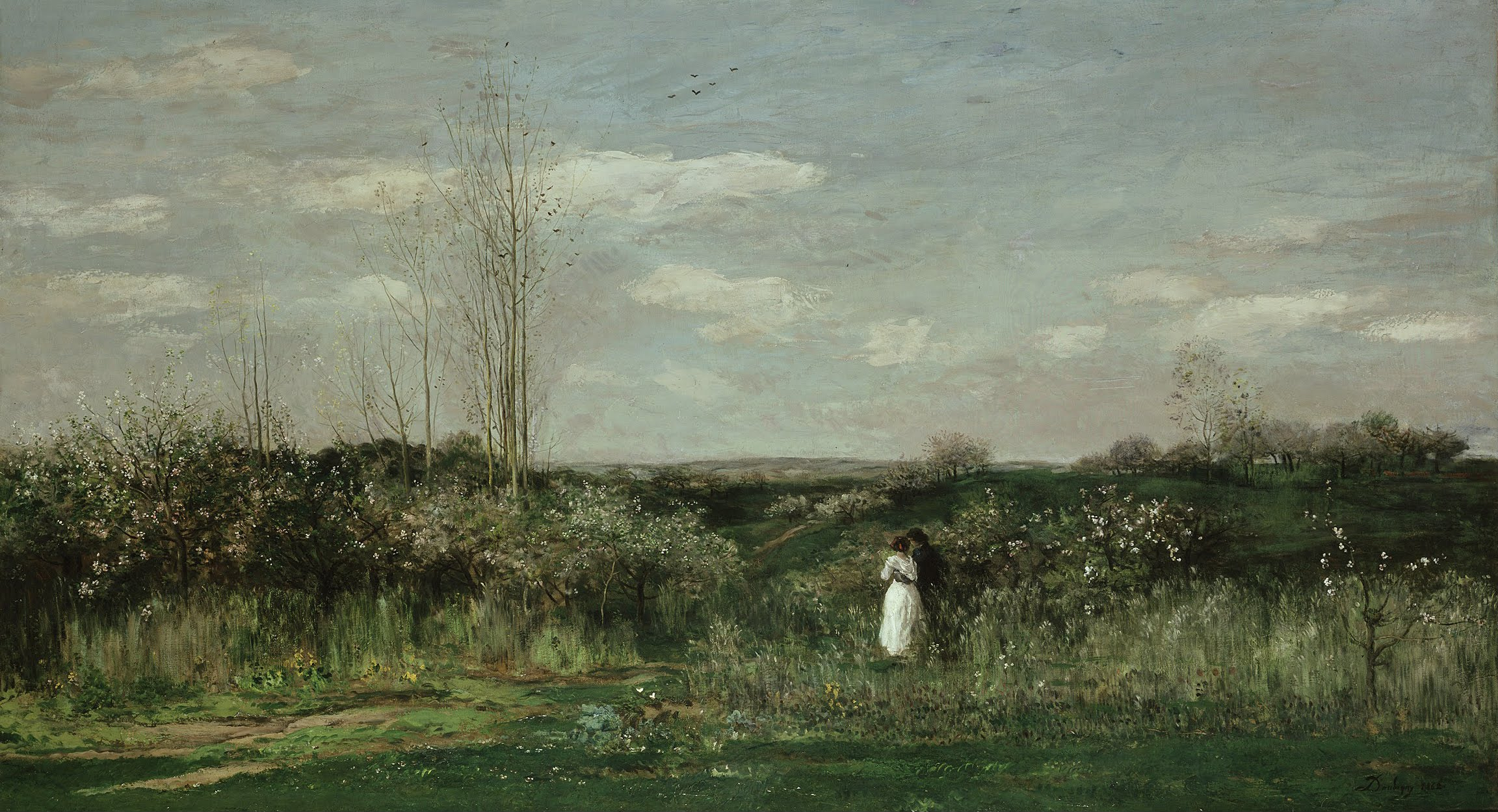
《春天的景色》，1862，现藏于舊國家美術館

夏爾-弗朗索瓦·多比尼（Charles-François Daubigny，1817年2月15日—1878年2月19日）是一位法國巴比松派的風景畫家，被認為是印象派的重要先驅之一。出生於法國巴黎，同時也是一位版畫家。他的作品對印象派藝術家的創作有深遠的影響。

## 生平
多比尼1817年出生於法國巴黎。他的藝術啟蒙來自父親，其父親是古典風景畫家埃德蒙-弗朗索瓦·多比尼（Edmond-François Daubigny, 1789-1843）。孩童時期，多比尼體弱多病，有一段時間寄宿在瓦爾蒙杜瓦的親戚家休養，直到九歲才返回巴黎。他進入學校沒多久，就因為生病而不得不在家休養。身體虛弱讓多比尼只能在家自學，他經常用素描打發時間，因此打下良好的繪畫基礎。15歲開始，他以裝飾糖果盒、珠寶盒、鐘錶和扇子來賺錢貼補家用。17歲他進入羅浮宮的修復工作室，後來替凡爾賽宮修復畫作來賺取收入。1835年他與童年好友決定到義大利旅行，兩個月期間他們遊覽羅馬與當地鄉間。回到巴黎後，他替報紙和各類書籍繪製插畫維生，過著穩定的生活。1838年，他在巴黎沙龍（Paris Salon）首次登台，直到過世前定期在沙龍展出風景畫。在1841-1845年間，多比尼在沙龍展出蝕刻版畫，以此奠定他在版畫上的名聲。
他第一次見到柯洛（Jean-Baptiste Camille Corot, 1796-1875）是在1849年，從那時起，他越來越重視以自然為主題描繪的風景畫。在1850年和1851年他出版兩本蝕刻版畫畫冊；同一時期，他在巴黎近郊和楓丹白露森林進行繪畫創作。1857年，他購買一艘船作為工作室，暱稱為「小盒子（Le Botin）」。透過這艘船他探索塞納河、馬恩河和瓦茲河，在船上進行寫生。1860年，他定居在瓦茲河畔的奧維爾，也繼續在法國各地旅行。隨著年齡的增長，他的風景畫變得更具速度感和自由性。他對戶外繪畫的興趣影響印象派的繪畫發展，像是克勞德-奧斯卡-莫奈（Oscar-Claude Monet, 1840-1926）便受到他的啟發，曾經跟多比尼借用工作室船進行寫生，描繪塞納河上的風景。
晚年多比尼的身體健康逐漸惡化，1878年2月19日他因心臟病發而離世，享年61歲。他被埋葬於巴黎拉雪茲神父公墓（Père Lachaise Cemetery），位置鄰近柯洛的埋葬之處，一同長眠於此。

## 作品
多比尼的是一位版畫家，同時也以油畫創作。他的版畫通常與當時的大眾生活息息相關，也反映當時代的社會狀態，好比1861年他出版的蝕刻版畫畫冊其中一件作品〈出發（Departure）〉，畫面以透視法呈現，右邊陸地上冒煙的蒸汽火車載著揮手的旅客往遠方前進，而左邊河流中有排出煙霧的蒸汽船拖著貨物行進。有一些則是接受委託製作文學作品的插圖，像是1851年的《皮埃爾．拉尚博蒂寓言（Pierre Lachambeaudie）》。

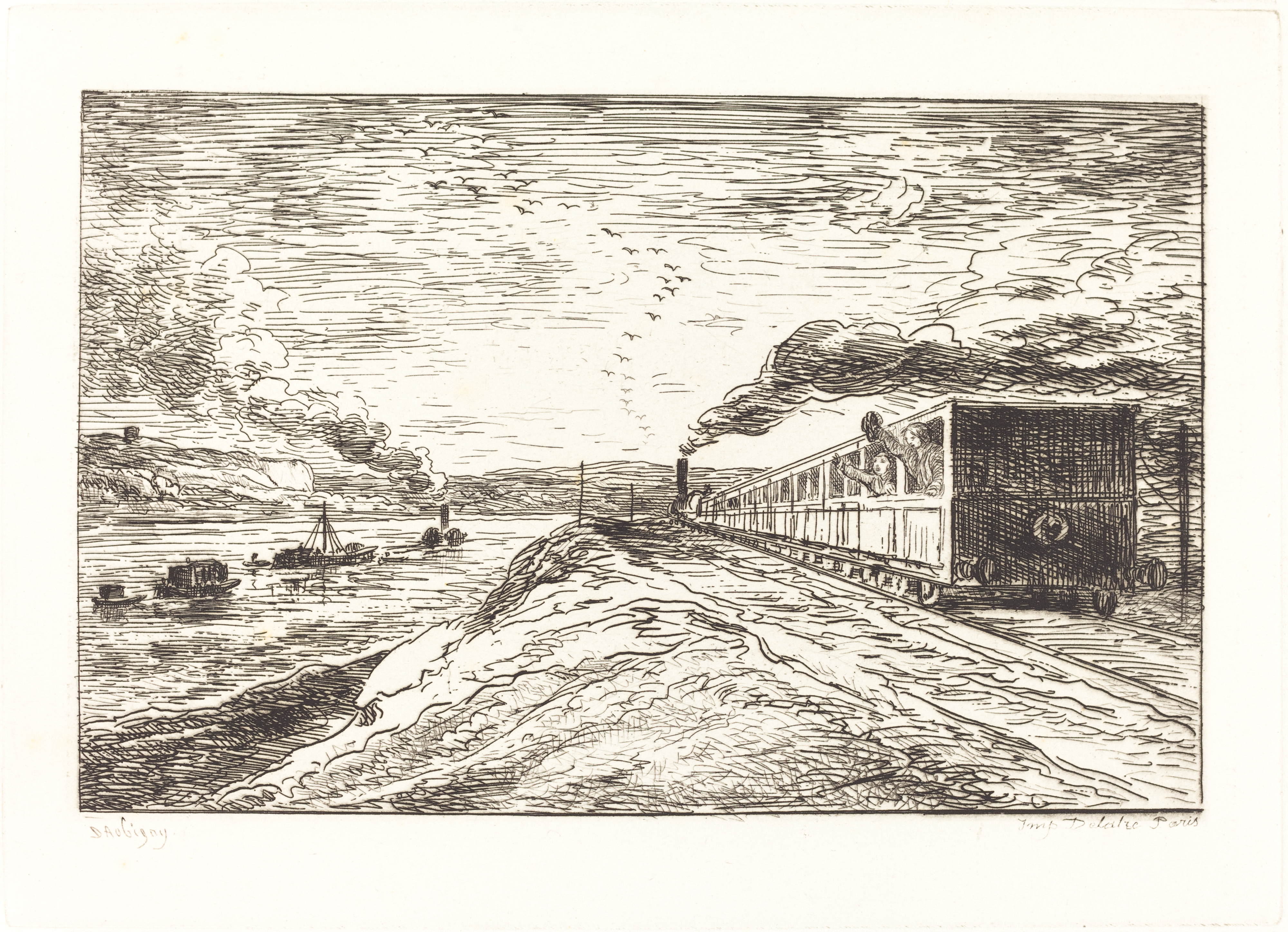
Charles Daubigny, The Departure, etching in black on wove paper, 43.2x29.4cm, 1861

油畫作品則多描繪鄉村田園風光和法國河岸，為法國巴比松畫派的經典風格，像是〈普桑與博蒙特的橋樑（ Bridge between Persan and Beaumont）〉（1867）這件作品，描繪寧靜河岸旁的有鐘樓的小鎮，前景左邊的兩個人物與一群家禽在綠草如茵的河岸，河面上倒映出右側城鎮的建築與植披，天空中的雲彩保有畫家的筆觸。